# Peter Carlberg

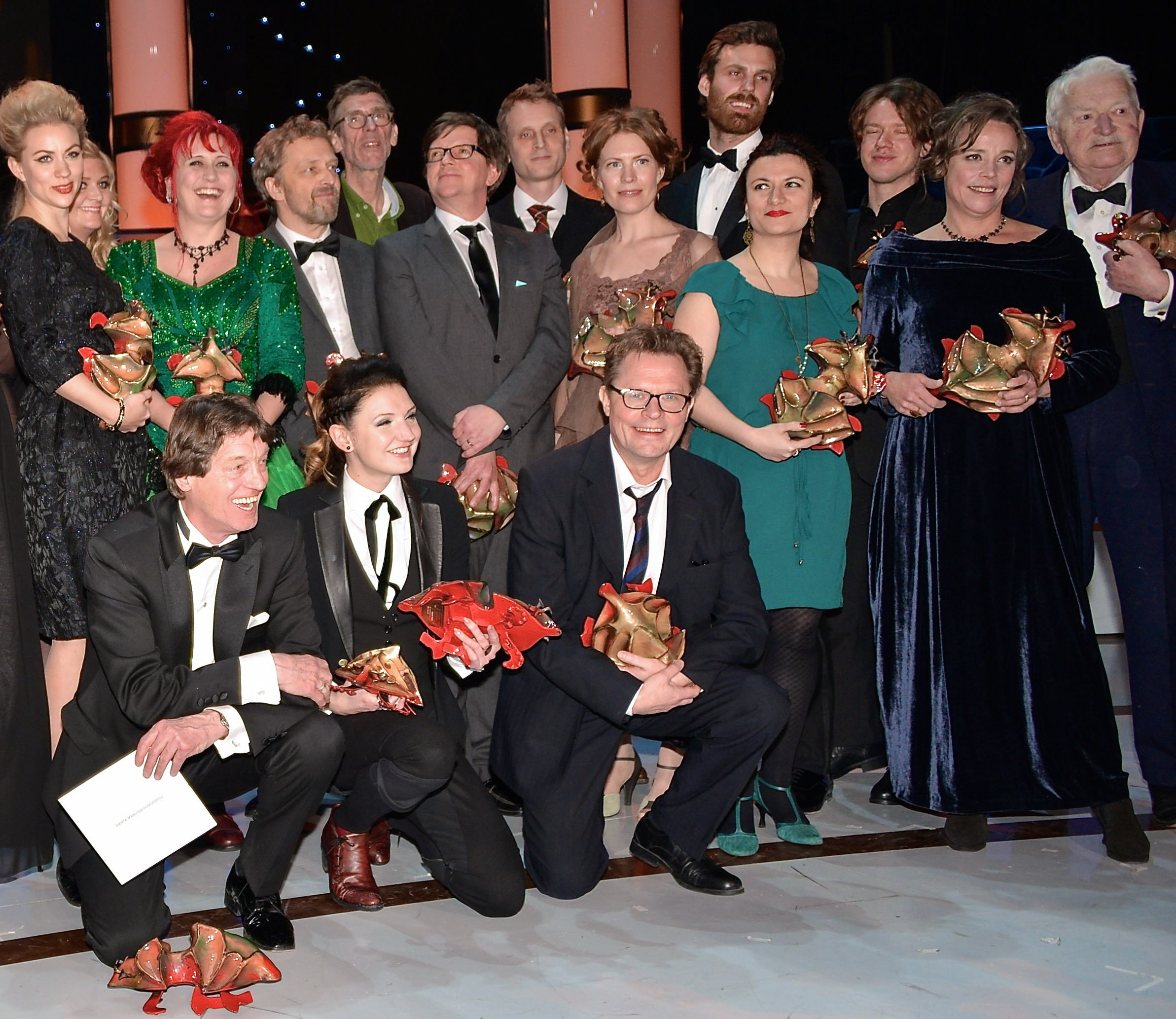
Peter Carlberg med andra Guldbaggevinnare 2013

Peter Sigvard Carlberg, född 8 december 1950 i Stockholm, är en svensk skådespelare.

## Biografi
Carlberg är utbildad vid Scenskolan i Stockholm och har haft roller i filmer och TV-serier. År 2013 vann han en Guldbagge för bästa manliga biroll för rollen som Klas i Avalon (2012).

## Filmografi
- 1975 – Skärseld
- 1992 – Den flygande norrlänningen
- 1994 – Snutarna (TV-serie)
- 2004 – Bombay Dreams
- 2005 – God morgon alla barn (TV-serie)
- 2007 – Beck – Det tysta skriket
- 2007–2008 – Höök (TV-serie)
- 2008 – Låt den rätte komma in (som Lacke)
- 2008 – Oskyldigt dömd
- 2010 – Puss
- 2010 – Kommissarie Winter (TV-serie)
- 2010 – Återfödelsen
- 2010 – Våra vänners liv
- 2010 – Cornelis
- 2010 – Stockholm-Båstad (TV-serie)
- 2011 – Anno 1790 (TV-serie)
- 2011 – Avalon
- 2011 – The Girl with the Dragon Tattoo
- 2012 – Äkta människor (TV-serie)
- 2012 – Call Girl
- 2012 – Flimmer
- 2012 – Snabba Cash 2
- 2012 – Hinsehäxan (TV-serie)
- 2012 – Arne Dahl: De största vatten (TV-serie)
- 2012 – Livstid
- 2012 – Rum 301
- 2012 – För Sverige i tiden
- 2012 – Molanders (TV-serie)
- 2013 – Farliga drömmar
- 2013 – Mig äger ingen
- 2013 – Fröken Frimans krig (TV-serie)
- 2014 – Bokcirkeln
- 2014 – Stockholm Stories
- 2014 – Gentlemen
- 2014 – Hot Nasty Teen
- 2015 – Cirkeln
- 2016 – Gentlemen & Gangsters (TV-serie)
- 2016 – Beck – Steinar
- 2016 – Maria Wern - Dit ingen når
- 2016 – Springfloden (TV-serie)
- 2017 – Småstaden (TV-serie)
- 2017 – Enkelstöten (TV-serie)
- 2017 – Stig Wennerström – Spion i kallt krig (TV-serie)
- 2018 – Bonusfamiljen (TV-serie)
- 2018 – Lingonligan (TV-serie)
- 2018 – Morden i Sandhamn (TV-serie)
- 2018 – Det som göms i snö (TV-serie)
- 2019 – Sommaren med släkten (TV-serie)

## Teater

### Roller (ej komplett)
| År   | Roll | Produktion                          | Regi           | Teater              |
| ---- | ---- | ----------------------------------- | -------------- | ------------------- |
| 1972 |      | Romeo och Julia William Shakespeare | Bernhard Krook | Hallwylska palatset |

### Fotnoter
1. 1 2  ”Peter Carlberg”. Svensk Filmdatabas. http://www.sfi.se/sv/svensk-filmdatabas/Item/?type=PERSON&itemid=70447&ref=%2ftemplates%2fSwedishFilmSearchResult.aspx%3fid%3d1225%26epslanguage%3dsv%26searchword%3dPeter+Carlberg%26type%3dPerson%26match%3dBegin%26page%3d1%26prom%3dFalse. Läst 19 februari 2013.
2. ↑  ”Peter Carlberg”. IMDb.com. http://www.imdb.com/name/nm1936764/?ref_=fn_al_nm_1. Läst 19 februari 2013.
3. ↑  ”Teaterannons”. Dagens Nyheter:  s. 30. 5 juli 1972. https://arkivet.dn.se/tidning/1972-07-05/179/30. Läst 18 februari 2018.